# San Miguel Mountain
Der San Miguel Mountain (782 m) ist ein Berg bei Chula Vista im San Diego County.
Die Fahrstraße auf den Gipfel ist für Privatverkehr gesperrt. Auch ein ehemals beliebter Trail auf der Südseite wurde zum Schutze der Natur mittlerweile geschlossen.